# مكتبة دار إسعاف النشاشيبي
تأسست مكتبة دار إسعاف النشاشيبي على يد محمد إسعاف بن عثمان النشاشيبي بعد بنائه قصره في حيّ الشيخ جراح في القدس عام 1922، الّذي عاش فيه حتى مرضه ووفاته عام 1948. بعد ذلك اتُخذ هذا القصر مقرًا القنصلية الفرنسية ومن ثمّ مقرًّا لمدرسة الآثار الألمانية عام 1964، حتّى اشترته السيدة هند الحسيني عام 1982. ضُمّ القصر إلى مؤسسة دار الطفل العربي. أسّس فيه الدكتور إسحق موسى الحسيني مركز الأبحاث الإسلامية عام 1986، والذي صدرت عنه عدة أبحاث تراثية وفكرية، إضافة لمكتبة قيّمة في الطابق العلوي من القصر  الّذي يتكوّن من عدّة طوابق، كذلك فهذه الدّار تضم قاعة للأنشطة ومكتبة تحتضن رفوفها كتباً في الأدب والتاريخ والسياسة والقانون، وأغلبها إهداء من عائلات مقدسية؛ وفقًا لما ذكرته مديرة مكتبة دار إسعاف النشاشيبي دعاء قرش.
تحتوي مكتبة إسعاف النشاشيبي اليوم على بضعة آلاف من الكتب والمراجع القيّمة والتي تشمل مكتبته الخاصة إضافة لمكتبات العديد من الشخصيّات الثقافيّة العربيّة، كمجموعات فوزي يوسف وعارف العارف وغيرهم. تحوي المكتبة كذلك مجموعة من المخطوطات القيّمة والكتب النوعيّة.

## نشاطات الدّار
تقام في إحدى قاعات الدّار معارض فنية متنوعة وأمسيات شعرية وفنية متنوعة . فقد شهدت دار إسعاف  افتتاح معارض فنية لفنانين فلسطينيين مثل: سليمان منصور، نادين طوقان، شهاب قواسمي، عبدالرحمن أبو عرفة وغيرهم.

## مفقودات المكتبة
تعرّضت المكتبة إلى عمليّة سلب محتويات من كتب ومخطوطات عام 1948. لتنتقل هذه المخطوطات والمحتويات إلى مكتبة الجامعة العبريّة في القدس. وبهذا تفقد القدس إحدى المكاتب الشّخصيّة ذات المحتوى المتنوّع والثّريّ.

### مؤلّفات مفقودة
بعض العناوين الّتي فُقدت -وهي من تأليف صاحب الدّار:
1. حماسة النّشاشيبي.
2. الأمّة العربيّة.
3. جنّة عدن.[4]

## المجالس الأدبيّة والثّقافيّة
أقيمت في القصر العديد من الاجتماعات الأدبية والشعرية الّتي كانت مقصدًا للعلماء وأعلام الفكر والسياسة في ذلك الحين. كما كانت تؤمّه النُّخب الثّقافيّة في تلك الفترة مثل: ال السكاكيني وعبد الكريم الكرمي، وإبراهيم طوقان من فلسطين والدول العربية. اعتنى النّشاشيبي بجمع الكتب وشرائها واقتناء الكثير من مؤلّفات حسام الدين جار االله وغيرهم. كما أهديت له الكثير من مكتبات بعض الأدباء أمثال الكتب النادرة من التراث واللغة العربيّة. كما جمع واشترى الكثير من المخطوطات والوثائق النادرة.